# Jiang Xinyu
Dit is een Chinese naam; de familienaam is Jiang.
Jiang Xinyu (Chinees: 蒋欣玗) (3 maart 1999) is een tennisspeelster uit China. Zij is actief in het internationale tennis sinds 2015.

## Loopbaan
In 2016 won Jiang haar eerste ITF-toernooi in Yuxi (China), samen met Tang Qianhui.
In 2017 won zij samen met Tang het WTA-toernooi van Nanchang. In september 2017 kwam zij binnen in de top 100 van de wereldranglijst in het dubbelspel.
Samen kregen zij een wildcard voor het vrouwendubbelspeltoernooi van het Australian Open 2018 – zij speelden daar hun eerste grandslamwedstrijd, maar verloren reeds in de eerste ronde. Ook in 2018 won zij samen met Tang het WTA-toernooi van Nanchang.
Op het Australian Open 2019 won zij haar eerste grandslampartij, nu met landgenote Wang Qiang aan haar zijde.
Met landgenote Guo Hanyu won Jiang in 2023 haar derde WTA-titel, op het toernooi van Guangzhou.
In 2024 bereikte zij met Guo Hanyu de finale van het WTA-toernooi van Hobart, de derde ronde op het Australian Open en de finale van het WTA-toernooi van Hua Hin. Daarmee kwam zij binnen op de mondiale top 50.
Met de Taiwanese Wu Fang-hsien won Jiang in 2025 haar vierde WTA-titel, op het toernooi van Auckland. De week erna won zij de vijfde, in Hobart, weer met de Taiwanese aan haar zijde.

### Tennis in teamverband
In 2023 en 2024 maakte Jiang deel uit van het Chinese Fed Cup-team – zij vergaarde daar een winst/verlies-balans van 7–1.

## Posities op deWTA-ranglijst
Positie per einde seizoen:
| jaar | rang enkelspel | rang dubbelspel |
| ---- | -------------- | --------------- |
| 2015 | –              | 975             |
| 2016 | 680            | 351             |
| 2017 | 666            | 93              |
| 2018 | 676            | 114             |
| 2019 | 782            | 105             |
| 2020 | 802            | 119             |
| 2021 | 1095           | 253             |
|      |                |                 |
| 2023 | 519            | 80              |
| 2024 | –              | 44              |

## Palmares
| Legenda                 |
| ----------------------- |
| Grandslamtoernooi       |
| Olympische Spelen       |
| Year-End Championships  |
| Premier Mandatory       |
| Premier Five / WTA 1000 |
| Premier / WTA 500       |
| International / WTA 250 |
| Challenger / WTA 125    |

### WTA-finaleplaatsen enkelspel
geen

### WTA-finaleplaatsen vrouwendubbelspel
| nr.              | finale     | toernooi       | ondergrond | partner       | tegenstandsters                      | score            |         |
| ---------------- | ---------- | -------------- | ---------- | ------------- | ------------------------------------ | ---------------- | ------- |
| gewonnen finales |            |                |            |               |                                      |                  |         |
| 1.               | 2017-07-30 | WTA Nanchang   | hardcourt  | Tang Qianhui  | Alla Koedrjavtseva Arina Rodionova   | 6-3, 6-2         | details |
| 2.               | 2018-07-29 | WTA Nanchang   | hardcourt  | Tang Qianhui  | Lu Jingjing You Xiaodi               | 6-4, 6-4         | details |
| 3.               | 2023-09-23 | WTA Guangzhou  | hardcourt  | Guo Hanyu     | Eri Hozumi Makoto Ninomiya           | 6-3, 7-6         | details |
| 4.               | 2025-01-05 | WTA Auckland   | hardcourt  | Wu Fang-hsien | Aleksandra Krunić Sabrina Santamaria | 6-3, 6-4         | details |
| 5.               | 2025-01-11 | WTA Hobart     | hardcourt  | Wu Fang-hsien | Monica Niculescu Fanny Stollár       | 6-1, 7-6         | details |
| verloren finales |            |                |            |               |                                      |                  |         |
| 1.               | 2023-09-30 | WTA Ningbo     | hardcourt  | Guo Hanyu     | Laura Siegemund Vera Zvonarjova      | 6-4, 3-6, [5-10] | details |
| 2.               | 2024-01-13 | WTA Hobart     | hardcourt  | Guo Hanyu     | Chan Hao-ching Giuliana Olmos        | 3-6, 3-6         | details |
| 3.               | 2024-02-04 | WTA Hua Hin    | hardcourt  | Guo Hanyu     | Miyu Kato Aldila Sutjiadi            | 4-6, 6-1, [7-10] | details |
| 4.               | 2024-08-03 | WTA Washington | hardcourt  | Wu Fang-hsien | Asia Muhammad Taylor Townsend        | 6-7, 3-6         | details |
| 5.               | 2025-02-15 | WTA Doha       | hardcourt  | Wu Fang-hsien | Sara Errani Jasmine Paolini          | 5-7, 6-7         | details |

## Resultaten grandslamtoernooien
| Legenda | Legenda                          |
| ------- | -------------------------------- |
| g.t.    | geen toernooi gehouden           |
| l.c.    | lagere categorie                 |
| –       | niet deelgenomen                 |
| G       | uitgeschakeld in de groepsfase   |
| 1R      | uitgeschakeld in de eerste ronde |
| 2R      | uitgeschakeld in de tweede ronde |
| 3R      | uitgeschakeld in de derde ronde  |
| 4R      | uitgeschakeld in de vierde ronde |
| KF      | uitgeschakeld in de kwartfinale  |
| HF      | uitgeschakeld in de halve finale |
| F       | de finale verloren               |
| W       | het toernooi gewonnen            |
| w-v     | winst/verlies-balans             |

### Enkelspel
geen deelname

### Vrouwendubbelspel
| toernooi        | 2018 | 2019 |    | 2024 | 2025 |
| --------------- | ---- | ---- | -- | ---- | ---- |
| Australian Open | 1R   | 2R   | 3R | 1R   |      |
| Roland Garros   | –    | 1R   | 1R | 2R   |      |
| Wimbledon       | –    | –    | 1R |      |      |
| US Open         | –    | –    | 2R |      |      |